# Олексій Козелецький
Олексій Козелецький (*д/н —після 1750) — український політичний діяч, кошовий отаман Війська Запорізького у 1749 році.

## Життєпис
Про походження нічого невідомо. В серпні 1749 року обирається кошовим отаманом. Відстоював інтереси старшини, всіляко обмежував інтереси звичайного козацтва і голоти. Водночас продовжував політику з придушення гайдамацького руху. В цьому співпрацював з Правлінням гетьманського уряду на Лівобережжі та урядниками Речі Посполитої на Правобережжі.
Зрештою викликав невдоволення більшої частини козацтва. 1 січня 1750 року на козацькій раді його було позбавлено влади. Разом з ним було переобрано усю старшину. Про подальшу долю Олексія Козелецького невідомо.